# Associazione Sportiva Biellese 1977-1978
Questa voce raccoglie le informazioni riguardanti l'Associazione Sportiva Biellese nelle competizioni ufficiali della stagione 1977-1978.

## Rosa
| N. |                   | Ruolo | Calciatore         |
| -- | ----------------- | ----- | ------------------ |
|    | Italia (bandiera) | A     | Silvino Bercellino |
|    | Italia (bandiera) | D     | Ambrogio Borghi    |
|    | Italia (bandiera) | D     | Maurizio Braghin   |
|    | Italia (bandiera) | P     | Sergio Caligaris   |
|    | Italia (bandiera) | C     | Antonio Capon      |
|    | Italia (bandiera) | D     | Stefano Capozucca  |
|    | Italia (bandiera) | C     | Franco Conforto    |
|    | Italia (bandiera) | A     | Roberto Dioni      |
|    | Italia (bandiera) | A     | Carlo Dionisio     |

| N. |                   | Ruolo | Calciatore           |
| -- | ----------------- | ----- | -------------------- |
|    | Italia (bandiera) | D     | Natalino Fossati     |
|    | Italia (bandiera) | D     | Enzo Francisetti     |
|    | Italia (bandiera) | C     | Salvatore Jacolino   |
|    | Italia (bandiera) | C     | Edoardo Marola       |
|    | Italia (bandiera) | C     | Silvano Pellerei     |
|    | Italia (bandiera) | P     | Luigi Reali          |
|    | Italia (bandiera) | D     | Gian Paolo Romanello |
|    | Italia (bandiera) | A     | Giancarlo Schilirò   |